# Latécoère 290
De Latécoère 290 was een Frans militair watervliegtuig uit de jaren 1930, bestemd als torpedobommenwerper, gebouwd door de Société industrielle d'aviation Latécoère (SILAT). Het kon omgevormd worden tot landvliegtuig. Het moest schepen kunnen aanvallen met torpedo's of met bommen. Het was bedoeld als opvolger van de verouderde Farman F.60 Torp.
Het was een gemilitariseerde versie van het landvliegtuig Latécoère 28.5, dat rond 1930 een aantal wereldrecords had gevestigd. In augustus 1930 bestelde de Franse overheid een prototype bij SILAT; dit was een Latécoère 28.5 die omgebouwd werd tot watervliegtuig en die de benaming Latécoère 29.0 kreeg. Het vliegtuig vloog voor het eerst op 3 oktober 1931 vanaf het land en werd op 22 oktober uitgerust met drijvers. Nadat een aantal verbeteringen waren aangebracht tijdens de daaropvolgende maanden, bestelde de Franse marine in maart 1932 achttien serie-exemplaren die aangeduid werden met Latécoère 290. De eerste toestellen werden in juni 1933 in dienst genomen in Berre. Op 5 oktober 1933 werden nog 10 exemplaren van de 290 besteld.
De 290 was een eenmotorige hoogdekker, aangedreven door een Hispano-Suiza 12 NBr motor van 650 pk. De constructie was in metaal. Het toestel stond op twee drijvers in catamaran-configuratie. De torpedo was extern onder de romp bevestigd.
Het type eiste het leven van 14 mariniers. In het jaar 1935 alleen al vonden er drie dodelijke ongevallen plaats met het toestel. Op 10 mei stortte een toestel neer in de haven van Cherbourg, met drie doden. Op 13 juni vonden twee bemanningsleden de dood toen een exemplaar kapseisde bij de landing op het meer van Berre. Op 22 november raakte een toestel de kabel van een ballon en verongelukte met één dode tot gevolg. Op 24 januari 1938 verloor een Latécoère 290 tijdens de vlucht zijn propeller, die de vleugel doorsneed met vier doden als gevolg.
Het toestel zou worden vervangen door de verbeterde Latécoère 298, maar het bleef vanaf 1938 in dienst als opleidings- en dienstvliegtuig. Vier exemplaren waren nog beschikbaar bij het begin van de Tweede Wereldoorlog. Ze werden kortstondig in actieve dienst gebruikt maar ontmanteld na het staakt-het-vuren op 25 juni 1940.